# Apatura camiboides
Apatura camiboides är en fjärilsart som beskrevs av Hans Fruhstorfer 1906. Apatura camiboides ingår i släktet Apatura och familjen praktfjärilar. Inga underarter finns listade i Catalogue of Life.